# POD Wetenschapsbeleid
De Programmatorische Federale Overheidsdienst Wetenschapsbeleid of het Federaal Wetenschapsbeleid, afgekort als BELSPO (Belgian Science Policy Office), is het wetenschapsbeleid van de federale Belgische overheid. Het beheert een jaarlijkse begroting van zo'n 513 miljoen euro en er werken bijna 2.700 mensen. Naast de algemene directies "Onderzoeksprogramma's en Ruimtevaart", "Coördinatie en Wetenschappelijke informatie", en "Communicatie en valorisatie" omvat het federaal wetenschapsbeleid verschillende andere instellingen.

## Tien Federale wetenschappelijke instellingen (FWI)
- Algemeen Rijksarchief en Rijksarchief in de Provinciën (Het Rijksarchief in België) (Sinds 1 januari 2016 maakt het Studie- en Documentatiecentrum Oorlog en Hedendaagse Maatschappij (SOMA) als aparte directie deel uit van het Algemeen Rijksarchief)
- Koninklijk Belgisch Instituut voor Ruimte-Aeronomie (BIRA)
- Koninklijk Belgisch Instituut voor Natuurwetenschappen (KBIN)
- Koninklijk Instituut voor het Kunstpatrimonium (KIK)
- Koninklijk Meteorologisch Instituut van België (KMI)
- Koninklijke Bibliotheek van België (KBB)
- Koninklijk Museum voor Midden-Afrika (KMMA)
- Koninklijke Musea voor Kunst en Geschiedenis (KMKG)
- Koninklijke Musea voor Schone Kunsten van België (KMSK)
- Koninklijke Sterrenwacht van België (KSB)

## Andere staatsdiensten met afzonderlijk beheer
- Belnet

## Federale wetenschappelijke en culturele partnerinstellingen
- Academia Belgica te Rome
- Euro Space Center
- Koninklijke Academie voor Overzeese Wetenschappen
- Koninklijk Belgisch Filmarchief
- Von Karman Institute

## Federale wetenschappelijke en culturele instellingen die niet behoren tot het Wetenschapsbeleid
- Koninklijk Museum van het Leger en de Krijgsgeschiedenis
- Nationaal Instituut voor Criminalistiek en Criminologie (NICC)
- Sciensano, de opvolger van het Centrum voor Onderzoek in de Diergeneeskunde en de Agrochemie en het Wetenschappelijk Instituut Volksgezondheid

Voorheen: Nationale Plantentuin van België (overgedragen naar de Vlaamse Gemeenschap).

## Adviesraad
Bij koninklijk besluit van 8 augustus 1997 werd de Federale Raad voor Wetenschapsbeleid (FRWB) opgericht.